# Bethany Rooney
Bethany Rooney é uma realizadora de televisão estadunidense, que já trabalhou para mais de três dúzias de séries e filmes televisivos.